# James Sant
James Sant (Londra, 23 aprile 1820 – Londra, 12 luglio 1916) è stato un pittore inglese.
Fu primo pittore di corte del Regno britannico e membro della Royal Academy of Arts.

## Biografia
James Sant fu eletto membro alla Royal Academy nel 1870 e fu primo pittore alla corte della regina Vittoria dal 1871 al 1901.
Non essendo stato sostituito, risulta essere l'ultimo ad aver rivestito tale carica.
Si ritirò dalla Royal Academy nel 1914, a 94 anni.